# フリーミアム
フリーミアム（英: freemium）とは、基本的なサービスや製品は無料で提供し、さらに高度な機能や特別な機能については利用料を課金する仕組みのビジネスモデルである。英語圏ではビデオゲームの場合はフリートゥプレイ、フリー・トゥ・プレイ、エフツーピー、エフティーピー（英: Free-to-play、F2P、FtP）などと区別されもする。
無料サービスや無料製品の提供コストが非常に小さい、あるいは無視できるため、Webサービスや、ソフトウェア、コンテンツのような無形のデジタル提供物との親和性が非常に高い。

## 語源・由来
「フリーミアム」（英: Freemium）という単語は、「フリー」（英: Free、無料）と「プレミアム」（Template:Lang-en-shor、割増）という、ビジネスモデルの2つの面を組み合わせて作られたかばん語である。フリーミアムのビジネスモデルはWeb 2.0企業の人気を得た。
フリーミアムのビジネスモデルは、2006年3月23日、ベンチャー投資家のフレッド・ウィルソン（英: Fred Wilson）により明確に示された。

"Give your service away for free, possibly ad supported but maybe not, acquire a lot of customers very efficiently through word of mouth, referral networks, organic search marketing, etc., then offer premium priced value added services or an enhanced version of your service to your customer base."（「サービスを無料で提供し、場合によっては広告収入で支え、口コミ、紹介ネットワーク、有機的な検索マーケティングなどで非常に効率的に多数の顧客を獲得し、そして、顧客基盤に対して付加価値サービスや強化版サービスを割増価格で提供する事。」）

このビジネスモデルを説明した後、フレッド・ウィルソンはそれを何と呼ぶべきか提案を募った。数時間以内に30以上の名前が彼のブログ読者から提案された。それらの提案の内の一つは、フレッド・ウィルソンのポートフォリオ会社の一つ、AlacraのJarid Lukinから届いた。Lukinは「フリーミアム」（"英: freemium"）という用語を造り、ウィルソンと彼の読者はそのビジネスモデルのためにそれを採用した。その後、この用語はアメリカの「WIRED」誌の編集長クリス・アンダーソンらによって紹介された。
アンダーソンは2009年7月に著書「Free: The Future of a Radical Price」（邦題：FREE ＜無料＞からお金を生みだす新戦略）を出版する際、フリーミアムの戦略に基づき2週間限定で全文をインターネットで無料公開した。ダウンロード数が30万件を記録したにもかかわらず、著書はベストセラーとなっている。

## 歴史
この言葉が提唱される以前、1980年代頃より、ソフトウェアの世界では機能や使用期限を制限したバージョンを無料で提供することで、製品（制限版のユーザにとっては完全版にあたる）の販売促進が行われていた。古くはフロッピーディスクやCD-ROMによる雑誌付録や店頭配布といった形式であったが、インターネットの普及に伴いダウンロード配布が一般的となった。
Webサービスの隆盛に伴い、親和性の高さも相まってこのビジネスモデルは人気を博し、従来型の有償でのサービスやソフトウェアの提供と同じくらいの割合でフリーミアムが採用されている。当初は本来のフリーミアムの定義では、アップセル（高付加価値化）による収益の補完としている広告収入が、収益の中心となっているものも多くあった。しかしGoogleのGmailをはじめとし、アイテム課金制のオンラインゲームなど、企業向け、個人向けを問わずアップセルによる成功を収めている例も多くある。